# 新比拉
49°46′7″N 39°11′17″E / 49.76861°N 39.18806°E
新比拉（烏克蘭語：Новобіла）是位於烏克蘭東部的村莊，由盧甘斯克州舊比利斯克區的比洛盧齊克市鎮負責管轄。該村面積18.52平方公里，海拔高度74米，2001年人口2,040，人口密度每平方公里110.15人。